# Pansdorf
Pansdorf är en ort i kommunen Ratekau i Kreis Ostholstein i Schleswig-Holstein, Tyskland. Det bodde omkring 3602 person i Pansdorf den 1 november 2008. Några kilometer öster om Pansdorf ligger Timmendorfer Strand. En kilometer öster om Pansdorf passerar motorvägen A1.